# Flor de piña

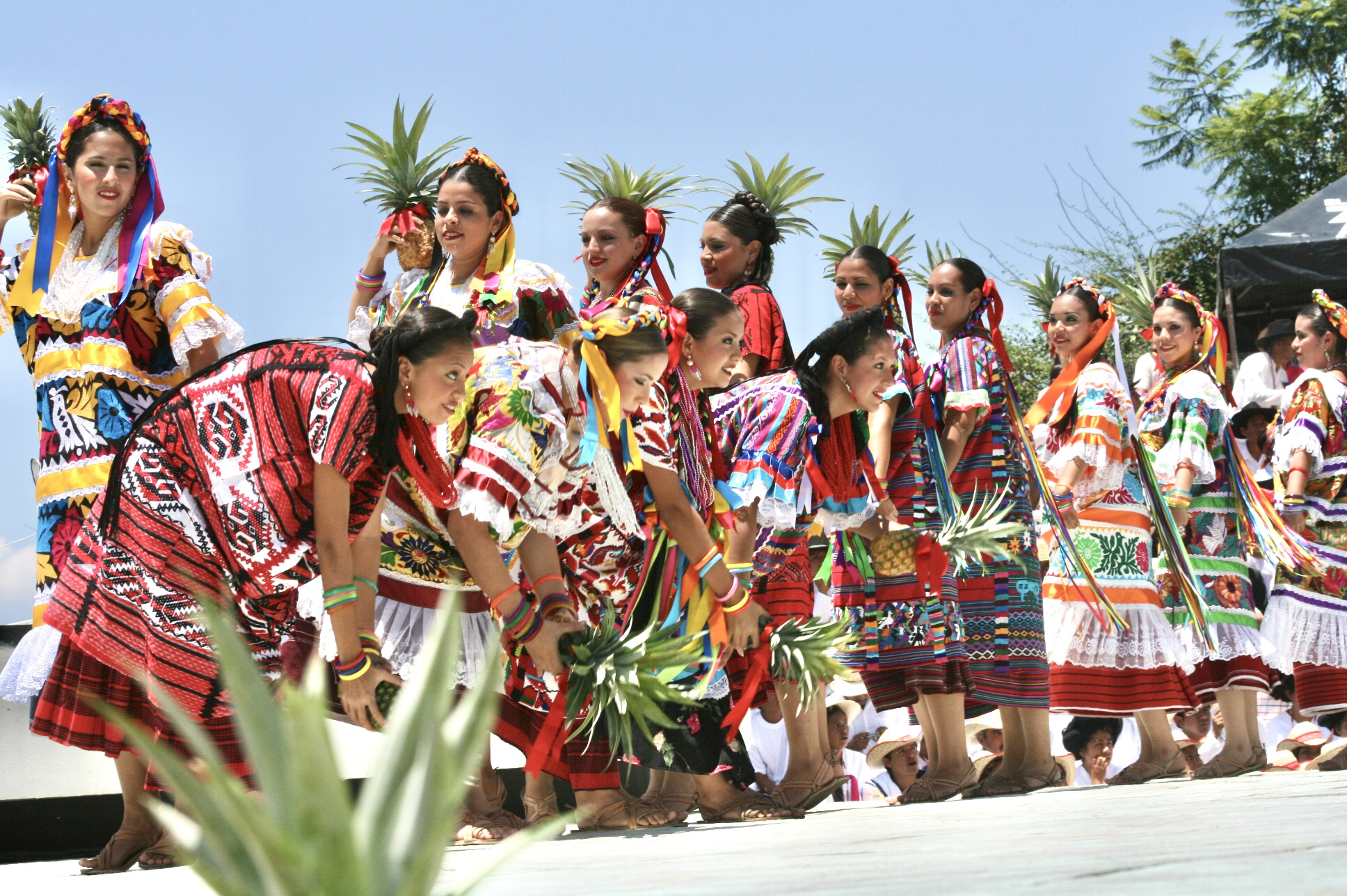
Baile Flor de Piña en la Guelaguetza.

"Flor de Piña" es un baile folklórico del estado de Oaxaca, México, es del municipio de San Juan Bautista Tuxtepec; este surge en 1958 y desde entonces se presenta en el evento cultural de la Guelaguetza.

## Historia
El baile regional “Flor de piña” data de mayo de 1958, año en que el Gobernador del Estado de Oaxaca Alfonso Pérez Gasca, argumentando que la indumentaria jarocha no era propia de este estado, envió un oficio a la presidencia municipal de San Juan Bautista Tuxtepec, a cargo de Ángel Vidal Brocado, en la que se solicitaba el diseño de una coreografía indígena para la partitura “Flor de piña”, una adaptación del músico oaxaqueño Samuel Mondragón. La creación de la coreografía buscaba representar a la región del Papaloapan, una de las ocho regiones de Oaxaca, en la recién creada Guelaguetza Oaxaqueña, que en ediciones recientes era celebrada como Homenaje racial y Encuentro étnico.
El diseño de la coreografía estaría a cargo de la profesora Paulina Solís, maestra de la Escuela Francisco I. Madero, en la que impartía clases de Educación Artística.
El bailable deja un poco de lado la anatomía , los usos, movimientos y proporciones de la mujer Chinanteca y Mazateca, en su lugar la reconstruye de manera estilizada, eleva la estatura corporal, afina las facciones primarias, ornamenta la sencillez del huipil, introduce la sonrisa permanente, agranda un poco la forma de los ojos y logra un resultado realmente bello, fantástico y sorprendente en que la luz juega con la cadencia y hace del huipil una obra de arte que se porta con orgullo. Como parte de la ornamenta, se decidió que cada señorita llevara una piña al hombro con un propósito meramente ornamental.
El lunes 21 de mayo de 1958, este baile se presentó por primera vez en la Magna Fiesta del estado, realizándose adecuaciones coreográficas a cargo de la Maestra 'Socorro Reyes Rangel y del Castillo, (catedrática de Danza y piano de la escuela de Bellas Artes), lo que permitió una entrada mas cadenciosa y una duración apropiada para el espectáculo. Como introducción al baile, empieza con el vals «La Tonalteca» del compositor chiapaneco el Maestro Alberto Peña Ríos originario de la ciudad de Tonalá, pero así adquirió la majestuosidad y hermosura que lo caracteriza.

## Música de Flor de piña
El baile "Flor de Piña" debe entenderse como una colaboración entre dos músicos, Samuel Mondragón y Juan Silva así como a la profesora Paulina Solis. La partitura inicial que mandó Mondragón tenía un minuto de duración, sin embargo; el tiempo de participación para cada delegación era de ocho minutos. Por ello los arreglos para la introducción y los pasos fueron encargados a don Juan Silva; dueño y fundador de la Marimba Orquesta “Lira Tuxtepecana”

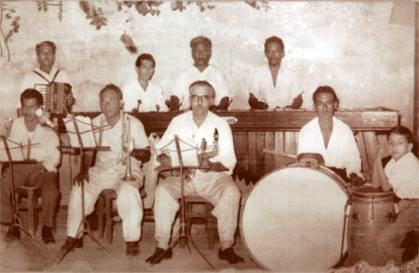
Miembros de la Lira Tuxtepecana

El único conjunto de entonces en la ciudad de Tuxtepec. De acuerdo a la coreografía propuesta por la profesora Paulina Solís, Juan Silva compuso la entrada y salida basandose en el vals "La Tonalteca" compuesta por el músico chiapaneco Alberto Peña Rios la cual se interpreta con marimba ad hoc al ambiente regional de la Cuenca del Papaloapan. Cabe destacar que dicho vals solo fue la base para los arreglos no la pieza en sí. Mientras que para el desarrollo musical Juan Silva acompañó con saxfón en mano paso a paso a la profesora Paulina y con ello la "Lira Tuxtepecana" fue el primer grupo en interpretar formalmente y en perfecta armonía "Flor de Piña"; naciendo así el rostro cultural de toda la región de la cuenca. Sin embargo el gobierno del Estado de Oaxaca de ese entonces, no le permitió a la Lira Tuxtepecana ni a su dueño, Juan Silva asistir al debut de Flor de Piña ya que no aceptaron que hubiera marimba y se decidió que la música fuera tocada por la Banda de Música del Estado como es hasta entonces. “Flor de Piña” se practica en la región de Tuxtepec, y aunque hoy cada municipio tiene su propio baile representativo, en sus inicios se afirmaba que representaba a toda la región, por la inclusión de los huipiles femeninos de seis de los catorce municipios que la conforman. 

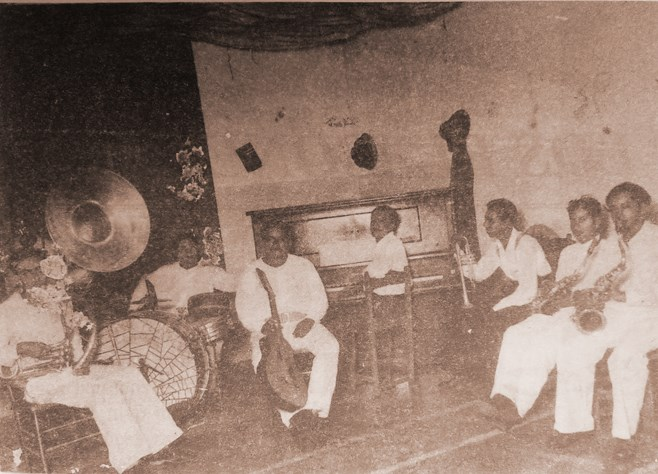

## Baile
“Flor de piña” es bailado por jóvenes cuenqueñas en la ciudad de Oaxaca durante la Guelaguetza. El baile consiste en tres partes: La entrada, acompañada por “La Tonalteca” música que identifica a la ciudad de Tonalá, Chiapas, que consiste en un recorrido realizado por dos filas alrededor del escenario, el recorrido es lento y permite modelar los huipiles, accesorios y belleza de las jóvenes de la región, la entrada es realizada con un paso de punta y metatarso girando el cuerpo , estas se ponen en paralelo y se intercalan formando una “V” con el mismo paso de la entrada. Al integrarse a la “V” las bailarinas realizan una reverencia en la que alzan sus respectivas piñas con sus dos brazos y se agachan inclinando su cintura; una vez formada la “V” la música cambia a “Flor de Piña” y se vuelve más dinámica, cada brazo de la “V” gira hacia afuera formando dos líneas paralelas, las cuales se dirigen al fondo del escenario quedando traspuesta ambas filas, se realiza un cruce zapateando hacia delante y hacia atrás, una de las líneas hacia la izquierda y la otra en sentido contrario, una vez que ambas líneas quedan descubiertas voltean hacia el frente y se integran en una sola fila la cual compactan y avanzan a través de un cepillado, avanzan hasta la esquina del escenario y hacia atrás, se repite en dos ocasiones. Una vez terminado el cepillado de la fila horizontal, surgen nuevamente dos filas verticales las cuales abarcan desde el principio hasta la parte trasera del escenario, se coloca una fila delante de la otra, las bailarinas colocan la piña en el piso y bailan alrededor de ella, una vez que se termina de bailar alrededor de la piña, cada bailarina toma su piña y abren las diagonales hasta formar nuevamente una sola línea horizontal, vuelve el paso del cepillado hacia delante y hacia atrás, pero esta vez terminado el cepillado al mismo tiempo todas las bailarinas dan las gracias inclinando sus cuerpos y con las piñas en ambos brazos sostenida. Termina “Flor de Piña” y sigue “La Tonalteca” para realizar la salida de la misma forma en la que se entra al escenario. Una vez roto el baile, cada bailarina regala su piña a los asistentes al evento.

## Vestuario
En la Región de la Cuenca del Papaloapan existen 14 municipios. De estos, cuatro son predominantemente jarochos y el resto son de las etnias mazateca y chinanteca, las cuales solo seis tienen presencia en el baile a través de sus trajes. Los huipiles se presentan en sus diversos estilos, colores y versiones. Aunque esta clasificación no existía antes de que se creara el bailable "Flor de piña" actualmente los hay de luto, medio luto, diario, boda, gala y media gala. Cada uno de los huipiles posee características y atributos especiales que los diferencian de los demás municipios. Incluso el peinado varía en cada municipio de la región de Tuxtepec. Lo único similar en el atuendo son los huaraches, los cuales son de cuero curtido. El baile ¨Flor de piña¨ y el vestuario fue completamente creado para tener un baile característico que representase a Tuxtepec en la Guelaguetza, al crear este baile decidieron que cada señorita portaría una piña al hombro, con fines meramente ornamentales. Siete de los 14 municipios que se encuentran en la región de Tuxtepec, son los siguientes:
- San Felipe Jalapa de Díaz
- San Felipe Usila
- San Juan Bautista Tuxtepec
- San Juan Bautista Valle Nacional
- San Lucas Ojitlán
- San Miguel Soyaltepec
- San Pedro Ixcatlán

Los Huipiles están elaborados en telar de cintura, con algodón que antes de la llegada de los españoles era cultivado y cosechado por ellas mismas, están confeccionados por tres lienzos unidos por una “randa”, los motivos y materiales varían.
Algunas personas de los municipios ocupan sus huipiles como vestuario del diario, ya que son vestuarios autóctonos de cada zona, la excepción es el huipil de San Juan Bautista Tuxtepec, el cual fue creado por un antropólogo y es utilizado únicamente en eventos especiales.Tampoco se cosecha el algodón y se empiezan a usar fibras artificiales en la elaboración de huipiles

## Poema
El poema “Flor de piña” fue escrito por el artista tuxtepecano Felipe Matías Velasco, en dicho poema describe brevemente cada una de los huipiles de los siete municipios y los rasgos de las indígenas que lo portan. El poema es declamado en la fiesta de la Guelaguetza al inicio del baile por una de las señoritas que conforman la delegación o bien. Este poema se recita al principio del baile y es una tradición que abran dicha celebración con el poema una vez que el municipio de Tuxtepec es anunciado.
El poema se recita de esta forma:
Buenos días Oaxaca,

solo te vengo a decir

que acabamos de llegar,

medio viaje fue subir

y medio viaje bajar.
La montaña atravesamos

y la friega fue inclemente,

pero ¡que tal!,¡ya llegamos!,

¡Tuxtepec está presente!
Ya se escuchan los acordes

De música sin igual

Y una feria de colores

el atavio regional

que lucen bellas mujeres

de mi rincón tropical.
Con un porte señorial

hacen su entrada triunfal,

luciendo primores mil

los bordados del huipil.
Y ya se inicia la danza

que causa alegría y asombro.

¡Baila doncella la danza

con una piña en el hombro!
Negras trenzas te coronan

usileña ¡niña mía!

los motivos que te adornan

todo color y alegría

que tus finas manos bordan.
De hermosura angelical

la de Jalapa de Díaz.

La de Valle Nacional

rostro que es sol de mis días,

flor que adorna el tabacal.
De rojo tu hermoso atuendo

¡ay morena de Ojitlán!

y pajarillos y flores

en su traje va luciendo

la muchacha de Ixcatlán.
Soyaltepec…¡primorosa!

mujer de facciones bellas,

cubren tu atuendo de diosa

flores que forman estrellas.
Blanca túnica de seda

que adornan las mariposas,

cabellera que se enreda

en mil listones y rosas,

¡tuxtepecana preciosa!
Baila con garbo morena

baila la danza mi niña.

que las notas ya resuenan

¡baila, baila, Flor de Piña!

## Controversia sobre la representatividad del baile
Flor de piña es un baile diseñado ex profeso para el evento cultural denominado Guelaguetza. A pesar de eso, su gran popularidad y la inclusión de elementos tanto de las cultura autóctona (por ejemplo: los huipiles) como de la actual (por ejemplo: las piñas, de las cuales las región se convirtió en productora en tiempos modernos) lo convirtió en una manifestación cultural muy querida para los tuxtepecanos. Sin embargo desde su origen se ha tratado de una manifestación cultural controversial.
Algunas de las críticas se plantean en el sentido de que, a pesar de sus pretensiones de ser un baile representativo de las etnias de la zona, mazatecos, chinantecos y afro mexicanos jarochos, se encuentran frecuentemente excluidos de la representación en la Guelaguetza oficial e incluso se ha criticado a la delegación tuxtepecana por integrar su ballet con prácticas nepotistas y discriminatorias.
Otras críticas señalan que la selección de las representantes de la delegación tuxtepecana debería extenderse a otros municipios, pues se centra en el municipio de Tuxtepec, mientras que la región de Tuxtepec es mucho más amplia. Paulina Solís se ha visto interpelada ante algunas de estas críticas y ante la perspectiva de la sustitución de la delegación de representantes en la Guelaguetza del municipio de Tuxtepec por representantes del municipio de Loma Bonita ha declarado que: "el baile es de Tuxtepec y para Tuxtepec".